# Espace de réflexion éthique Grand Est
L' Espace de réflexion éthique Grand Est (EREGE) a pour vocation de susciter et de coordonner les initiatives           en matière d'éthique dans les domaines des sciences de la vie et de la santé. Il assure également des missions de formation, de stimulation de la recherche, de documentation et d'information en partenariat avec les structures existantes. Il doit avoir une fonction d'observatoire des pratiques éthiques dans les domaines des sciences de la vie et de la santé, de promotion du débat public et de partage des connaissances dans ces domaines. 
L'EREGE résulte de la fusion des anciens Espaces de réflexion éthique alsaciens, champenois et lorrains, désormais dénommés sites d'appui. Chaque site d'appui dispose de son propre Conseil d'orientation, composé de personnalités qualifiées appartenant soit au secteur du soins et de la recherche médicale, soit aux sciences humaine et sociales.
L'EREGE est adossé à trois centres hospitalo-universitaires : celui de Nancy, celui de Reims et celui de Strasbourg. Il est placé sous la responsabilité d’un directeur, comprend un bureau et trois conseils d’orientations. Les modalités d’organisation et de fonctionnement sont fixées par une convention qui lie toutes les parties (centres hospitaliers et universitaires de la région, universités, établissements de santé, établissements d’enseignement supérieur et de recherche, et autres partenaires comme les établissements médico-sociaux…), selon un principe d’ouverture inhérent à leur nature d’espace de réflexion.

## Historique
Si la réflexion éthique s'est fortement développée dans les années 1990, avec en France le vote des premières lois de bioéthique, il a fallu attendre la loi du 4 mars 2002 relative aux droits des malades et à la qualité du système de santé pour que les établissements de santé se voient confier la mission de mener en leur sein une réflexion sur l’éthique liée à l’accueil et la prise en charge médicale (article 5 de la loi).
En 2003, afin de faciliter l’exercice de la réflexion et le développement de la formation à l’éthique des professionnels de santé, à la demande du ministre de la santé, le rapport Cordier, intitulé « Éthique et professions de santé » évoque la nécessité de développer la formation éthique des professionnels des établissements de santé et préconise la création d’un espace éthique par région. Alain Cordier, ancien directeur général de l'AP-HP, insiste sur le fait que ces espaces éthiques doivent être des lieux d’échanges pour les membres de la communauté soignante, ouverts à d’autres disciplines que la médecine. La loi relative à la bioéthique du 6 août 2004 crée les Espaces de Réflexion Éthique Régionaux (ERER).
Conformément à l'arrêté du 4 janvier 2012 relatif à la constitution, à la composition et au fonctionnement des espaces de réflexion éthique régionaux et interrégionaux, l’Espace de réflexion éthique Région Alsace (ERERAL) est inauguré à Strasbourg le 1er avril 2014, suivi de la naissance le 14 octobre 2014 à Reims de l'Espace de réflexion éthique de Champagne Ardenne (ERECA) et de la constitution le 8 octobre 2019 à Nancy du Site d'appui lorrain de l'Espace de réflexion éthique Grand Est.  

## Missions et Fonctionnement de l'Espace de réflexion éthique Grand Est

### Les missions de l'EREGE

#### En tant que lieu de formation universitaire
L'Espace de réflexion éthique Grand Est participe à la sensibilisation et à la formation universitaire des professionnels des sciences de la vie et des professionnels de santé, ou de tout autre professionnel ou chercheur concerné par les questions d'éthique dans ces domaines, tant au niveau de leur formation initiale que de leur formation continue. Dans le cadre de la mise en place des formations universitaires de troisième cycle, l'accent est mis sur les diplômes universitaires.

#### En tant que lieu de documentation
L'Espace de réflexion éthique Grand Est constitue un centre de ressources documentaires rassemblant le matériel nécessaire (matériel bibliographique, électronique, audio et vidéo, etc.) à l'information et à la sensibilisation des professionnels, des chercheurs et du grand public. Il développe à ce titre un site internet.

#### En tant que lieu de rencontres et d'échanges interdisciplinaires
L'Espace de réflexion éthique Grand Est facilite les échanges entre professionnels et universitaires et représentants associatifs impliqués dans le domaine des sciences de la vie et de la santé, et suscite des rencontres au niveau régional ou interrégional (séminaires de recherche, colloques, conférences, journées thématiques destinées aux professionnels, etc.).
L'Espace de réflexion éthique Grand Est apporte un soutien méthodologique, logistique et documentaire aux personnes souhaitant engager et conduire des travaux de recherche ou une réflexion éthique sur les pratiques dans le domaine des sciences de la vie et de la santé. Il a mission d'archiver et de répertorier les travaux de réflexion et de recherche en éthique menés sur son site notamment par les étudiants.
Il facilite la valorisation scientifique (publication, diffusion, communication, etc.) des travaux qui découlent des réflexions conduites par leurs auteurs au niveau régional ou interrégional.

#### En tant qu'observatoire régional ou interrégional des pratiques éthiques inhérentes aux sciences de la vie et de la santé
L'Espace de réflexion éthique Grand Est recueille, dans le respect des règles relatives à la collecte de données à caractère personnel, toutes les informations utiles dans le cadre de ses missions.

#### En tant qu'organisateur de débats publics
L'Espace de réflexion éthique Grand Est a vocation à organiser des débats publics, au niveau régional ou interrégional, afin de promouvoir l'information et la consultation des citoyens sur les questions d'éthique dans le domaine des sciences de la vie et de la santé.
Dans ce cadre il participe, en liaison avec le Comité consultatif national d'éthique, à l'organisation de réunions régionales ou nationales.

#### Au titre de sa mission de partage des connaissances
L'Espace de réflexion éthique Grand Est a mission de s'engager dans une dynamique de réflexion commune, d'échange (organisation de débats, documents, formation) et de production scientifiques en lien avec les autres espaces de réflexion éthique régionaux ou interrégionaux, et avec le Comité consultatif national d'éthique pour               les sciences de la vie et de la santé.

### Le fonctionnement de l'EREGE

#### Directeur
L'actuel Directeur de l'EREGE est Gérard Audibert, Professeur d'université-Praticien hospitalier d'anesthésie - réanimation, Directeur du site d'appui lorrain. 
Le Directeur de l'EREGE est nommé, sur proposition du Bureau (voir infra), conjointement par les Directeurs généraux des centre hospitalo-universitaire de Nancy, Reims et Strasbourg, et par les Présidents de l'Université de Lorraine, Champagne-Ardenne et Strasbourg, après consultation du Directeur général de l'ARS Grand Est. 
Le Directeur de l'EREGE définit, en concertation avec le Bureau et les directeurs des trois sites d'appui, les activités à entreprendre et leurs modalités de mise en œuvre. 
En accord avec le Directeur général de l'ARS Grand Est, la direction de l'EREGE est tournante, c'est-à-dire que chaque année c'est le directeur d'un autre site d'appui qui prendra la responsabilité d'assurer la direction de l'EREGE. 

#### Bureau
Le Bureau est constitué :
- du directeur de l'Espace de Réflexion Ethique Grand Est ;
- des directeurs des sites d'appui, appelés directeurs adjoints de l'Espace de Réflexion Ethique Grand Est ;
- des présidents des Conseils d'orientation des trois sites d'appui ;
- des parties signataires des conventions constitutives des sites d'appui ou de leurs représentants.

Le Bureau se réunit une fois par an.
Les séances du Bureau sont organisées et suivies par le coordonnateur du site d'appui qui assure la direction de l'Espace de réflexion éthique Grand Est. Il peut se faire aider par ses homologues des autres sites d'appui.
Le Directeur général de l'Agence régionale de santé Région Grand Est ou le directeur de l'Espace de réflexion éthique Grand Est peuvent convoquer le Bureau de façon exceptionnelle.
Le Bureau adopte le règlement intérieur dont la rédaction est à la charge du Comité de pilotage de l'Espace de réflexion éthique Grand Est. Il valide les modifications des règlements intérieurs des sites d'appui.